# Maximiliano Romero
Maximiliano Samuel Romero (* 9. Januar 1999 in Moreno) ist ein argentinischer Fußballspieler, der vorrangig auf der Position des Stürmers eingesetzt wird.

## Karriere
Romero begann seine Karriere im Jahr 2005 beim CA Vélez Sársfield. Am 9. Februar 2016 debütierte er gegen Sarmiento in der Primera División. Am 14. Februar 2016 erzielte er beim 2:1-Sieg im Heimspiel gegen Olimpo sein erstes Pflichtspieltor im Profifußball.
Am 22. Dezember 2017 wurde sein Wechsel zur PSV Eindhoven bekannt. Romero stieß im Januar 2018 zum Team und unterschrieb einen Vertrag bis Juni 2023. Die Ablösesumme soll bei circa 10,5 Millionen Euro gelegen haben. Nachdem er für Eindhoven lediglich einmal in der Liga zum Einsatz gekommen war, wurde er zurück an Vélez Sársfield verliehen. 2022 folgte die Ausleihe an den Racing Club. Diese verpflichteten ihn nach über einem Jahr Leihe am 1. Januar 2024 für eine Ablöse von 2,47 Mio. € fix. Bereits nach sechs Tagen wurde an die Argentinos Juniors transferiert, wobei hier noch weitere Nachzahlungen fällig werden könnten.